# Liste von Persönlichkeiten der Stadt Traunstein
In dieser Liste werden die Persönlichkeiten mit Bezug zur Stadt Traunstein aufgeführt.

## In Traunstein geboren
- Hieronymus Höltzel (vor 1499–nach 1527), Drucker und Verleger in Nürnberg
- Christoph Haitzmann (1651–1700), Maler und angeblicher Teufelsbündler
- Balthasar Permoser (1651–1732), bedeutender Bildhauer des Barock. Ab 1689 Hofbildhauer am sächsischen Hof in Dresden
- Johann Georg Moser (1713/14–1780), Bildhauer und Stuckateur
- Franz Seraph von Kohlbrenner (1728–1783), Wegbereiter der Aufklärung in Bayern und als Herausgeber des „Churbaierischen Intelligenzblattes“ Förderer des Pressewesens im 18. Jahrhundert
- Franz Anton Spitzeder (1735–1796), Hoftenorist in Salzburg, Gesang- und Klavierlehrer (unter anderem von Wolfgang Amadeus Wolfgang)
- Joseph Wispauer (1785–1879), Mitglied der Kammer der Abgeordneten des Bayerischen Landtags und Bürgermeister von Traunstein
- Franz Michael Permaneder (1794–1862), katholischer Theologe und Kirchenjurist
- Max Fürst (1846–1917), Historienmaler
- Simon Angerpointner (1854–1930), Reichstagsabgeordneter und Bürgermeister von Taching
- Franziska Hager (1874–1960), Heimatschriftstellerin
- Fritz Flörl (1883–1953), Abgeordneter im Bayerischen Landtag
- Hans Niklas (1884–1944), Agrikulturchemiker und Hochschullehrer
- Jakob Schmid (1886–1964), Pedell (Hausmeister), am 18. Februar 1943 stellte er die Geschwister Scholl beim Auslegen von Flugblättern in der Ludwig-Maximilians-Universität
- Rudolf Schwarzmaier (1886–1952), Vizepräsident der bayerischen Verwaltung der staatlichen Schlösser, Gärten und Seen
- August Schneidhuber (1887–1934), Politiker (NSDAP) und SA-Führer
- Wilhelm Niklas (1887–1957), Politiker (CSU), Bundeslandwirtschaftsminister, MdB
- Artur Michael Landgraf (1895–1958), Theologe
- Rupert Berger (1896–1958), Politiker (BVP/CSU), Oberbürgermeister und MdL
- Anton Aschauer (1897–1976), sozialdemokratischer Widerstandskämpfer
- Adolf Mauer (1899–1978), SA-Führer, NSDAP-Abgeordneter im Reichstag
- Anton Endrös (1900–1962), Arzt, NS-Kreisleiter
- Antonie Nopitsch (1901–1975) gründete den Bayerischen Mütterdienst und zusammen mit  Elly Heuss-Knapp das Deutsche Müttergenesungswerk
- Josef Perchermeier (1901–1960), Bankmanager
- Fritz Vilbig (1903–1988), Physiker
- Max Christian Feiler (1904–1973), Schriftsteller und Musiker
- Engelbert Steiner (1904–1943), Arbeiter und Opfer des Nationalsozialismus
- Gustav Rudolf Sellner (1905–1990), Schauspieler, Dramaturg, Regisseur und Theaterleiter
- Gustl Kröner (1908–1933), Bergsteiger und Maler
- Wilhelm Neufeld (1908–1995), Grafiker, Typograf, Buchkünstler, Pressendrucker, Maler und Bildhauer
- Willy Bogner senior (1909–1977), Skisportler und Unternehmer
- Jobst Freiherr von Schirnding (* 1919), Bankdirektor der Bayerischen Staatsbank und der Fürst Thurn und Taxis Bank
- Hans Prähofer (1920–2005), Maler, Bildhauer, Grafiker und Schriftsteller
- Ernst Rappel (1922–2013), Maler und Bildhauer
- Gertrud Turban (1925–2022), Malerin
- Rupert Berger (1926–2020), Priester und Liturgiewissenschaftler
- Michael Merkenschlager (1926–2012), Veterinärmediziner
- Max Drömmer (1927–2024), Philosoph
- Bernhard Philberth (1927–2010), Physiker
- Ludwig Hinterstocker (1931–2020), Fußballspieler
- Othmar Hackl (1932–2013), Militärhistoriker und Brigadegeneral
- Hermann Schätz (* 1934), Politiker (SPD)
- Fritz Wagnerberger (1937–2010), Skirennläufer und Sportfunktionär
- Samuel Rachl (* 1941), Künstler
- Walter Josef Mayr (* 1943), Politiker und Bürgermeisterstellvertreter der Stadt Kufstein
- Arnold Langenmayr (1943–2025), Psychologe und Psychoanalytiker
- Tilman Harlander (* 1946), Sozialwissenschaftler
- Inge Leipold (1946–2010), Übersetzerin
- Ernst Dohlus (* 1947), Journalist und Medienmanager
- Rudolf Kelber (* 1948), Kirchenmusikdirektor an der Hauptkirche St. Jacobi zu Hamburg
- Alfons Schuhbeck (* 1949), Koch und Buchautor
- Hans Heiß (1951–2018), Richter, Staatsanwalt und Rechtsanwalt
- Michael Toepell (1951–2024), Mathematiker, Mathematikdidaktiker und Hochschullehrer
- Wolfgang Schweiger (* 1951), Schriftsteller und Journalist
- Florian Krüger-Shantin (* 1952), Schauspieler, Autor, Regisseur und Synchronsprecher
- Trixi Haberlander (1952–2005), Malerin, Kunsterzieherin und Kinderbuchautorin
- Thomas Bogenberger (* 1952), Komponist für Film-, Hörspiel- und Theatermusik und Krimiautor
- Manfred Krebernik (* 1953), Altorientalist und Hochschullehrer
- Barbara Kutzer (* 1953), Schauspielerin
- Manfred Krebernik (* 1953), Altorientalist
- Ewald Reder (* 1954), Musikwissenschaftler, Pianist, Dirigent und Publizist
- Jürgen Schwenkglenks (* 1956), Gitarrist und Komponist
- Engelbert Thaler (* 1956), Fremdsprachendidaktiker und Hochschullehrer
- Robert Josef Schwankner  (* 1958), Chemiker und Hochschullehrer
- Sigmund Bonk (* 1959), Philosoph, Professor, Diakon, Autor und Direktor des Akademischen Forums Albertus Magnus im Bistum Regensburg
- Hans Leitner (* 1961), Domorganist in Passau 1992–2003, Domorganist in München 2003–2021
- Martin Muhler (* 1961), Chemiker
- Ernst Reiter (* 1962), Biathlet
- Arndt Graf (* 1964), Südostasienwissenschaftler und Hochschullehrer
- Dea Loher (* 1964), Dramatikerin und Prosaautorin
- Irene Schroll (* 1966), Skilangläuferin und Biathletin
- Michael Steindl (* 1966), Dramaturg und Theaterregisseur
- Harald Helfrich (* 1966), Regisseur, Schauspieler und Komponist
- Alexander Kastenhuber (* 1967), Radrennfahrer
- Arndt Brendecke (* 1970), Historiker
- Hans-Joachim Bittner (* 1970), Buchautor, Journalist, Fotograf
- Andreas Dufter (* 1970), Romanist
- Armin Wirth, Pseudonym Dj Swam (* 1971), Dance-DJ, Musikproduzent und Medienunternehmer
- Martin Braxenthaler (* 1972), Monoskifahrer, mehrfacher Paralympicssieger
- Isabelle Schmidt (* 1972), deutsche Schauspielerin, Voice-over- und Synchronsprecherin
- Marisa Growaldt (* 1972), Schauspielerin
- Rupert Huber (* 1973), Physiker und Hochschullehrer
- Josef Buchner (* 1974), deutscher Nordischer Kombinierer
- Martina Zellner (* 1974), Biathlon-Weltmeisterin
- Andreas Stitzl (* 1974), Biathlet und Skilangläufer
- Stefan Mross (* 1975), deutscher Trompeter und volkstümlicher Schlagersänger
- Wilhelm Hofmann (* 1976), Sozialpsychologe
- Thomas von Steinaecker (* 1977), Schriftsteller und Journalist
- Tobias Angerer (* 1977), Skilangläufer
- Mia Goller (* 1978), Politikerin (Bündnis 90/Die Grünen)
- Elmar Walter (* 1979), Musiker, Musikwissenschaftler, Dirigent und Komponist
- Evi Sachenbacher-Stehle (* 1980), Skilangläuferin und Biathletin
- Stefan Dettl (* 1981), Musiker
- Christian Hümmer (* 1981), Jurist und Kommunalpolitiker (CSU)
- Christoph Stoiber (* 1981), Schauspieler
- Lisa Buschmann (* 1981), Moderatorin  und Reporterin
- Judith Toth (* 1981), Schauspielerin
- Michael Sandorov (* 1981), Schauspieler, Kameramann, Filmeditor, Redakteur und Fernsehmoderator
- Patrick Pföß (* 1981), Komponist
- Florian Kreier (* 1983), Musiker, Autor und Journalist
- Hans-Peter Dangschat (* 1985), Politiker (CSU) und Rechtsanwalt
- Iris Rosenberger (* 1985), Schwimmerin
- Veronika Zunhammer (* 1985), Jazzmusikerin
- Dominik Kollmann (* 1985), Radiomoderator
- Claudia Koreck (* 1986), Sängerin
- Alex Diehl (* 1987), Musiker und Singer-Songwriter
- Julie Boehm (* 1987), Konzeptkünstlerin und Regisseurin
- Josef Ferstl (* 1988), Skirennläufer
- Norbert Ortner (* 1988), Schauspieler und Kabarettist
- Korbinian Dufter (* 1988), Filmproduzent, Regisseur und Drehbuchautor
- Benedikt Huber (* 1989), Leichtathlet
- Manuel Schönhuber (* 1991), Fußballspieler
- Nina Steils (* 1992), Schauspielerin
- Marina Wallner (* 1994), Skirennläuferin
- Marion Deigentesch (* 1995), Biathletin
- Joel Dufter (* 1995), Eisschnellläufer
- Christoph Fenninger (* 1995), Fußballspieler
- Tim Hronek (* 1995), Freestyle-Skier
- Andreas Wellinger (* 1995), Skispringer
- Dominic Reiter (* 1995), Biathlet
- Sophia Schneider (* 1997), Biathletin

## Mit Traunstein verbunden

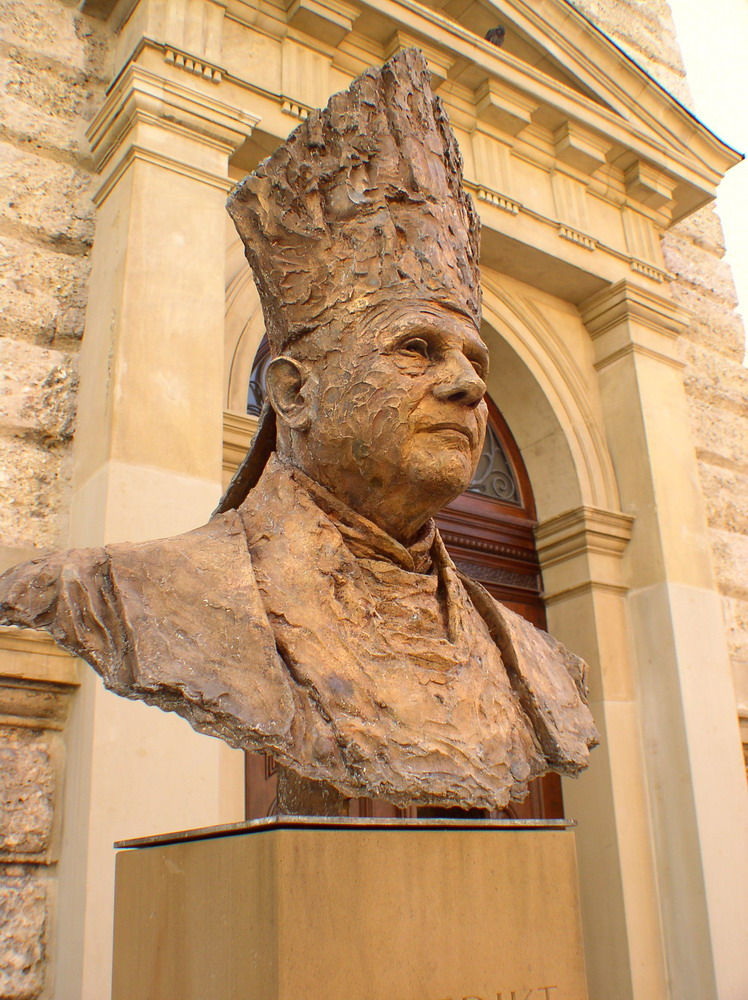
Büste von Papst Benedikt XVI. vor der Pfarrkirche St. Oswald

- Silke Aichhorn, deutsche Harfenistin, ist aufgewachsen in Traunstein und lebt hier.
- Papst Benedikt XVI. (bürgerlich Joseph Ratzinger; geboren 1927 in Marktl; verstorben 2022 im Vatikan) verbrachte seine Kindheit in Traunstein, wohnte in Hufschlag, Gemeinde Surberg, leistete seine Grundausbildung bei der Wehrmacht in der Kaserne ab, besuchte das Erzbischöfliche Studienseminar in Traunstein, feierte seine Primiz in der Kirche St. Oswald. Benedikt bezeichnete selbst Traunstein als seine „Vaterstadt“, weshalb die Stadt auch Teil des Radpilgerweges „Benediktweg“ ist. Seit September 2005 besitzt der Papst das Ehrenbürgerrecht von Traunstein.
- Thomas Bernhard (1931–1989) verbrachte einen Teil seiner Kindheit in Traunstein und wohnte dort am Taubenmarkt. In seinem Buch „Ein Kind“ beschreibt er die dort verbrachte Zeit.
- Martin Braxenthaler (* 1972), deutscher Monoskifahrer und siebenfacher Olympiasieger, lebt und trainiert in Traunstein.
- Paul Breitner, geboren 1951 in Kolbermoor, Fußball-Weltmeister von 1974, machte am Chiemgau-Gymnasium in Traunstein Abitur.
- Jonas Dobler, (* 1991), Skilangläufer, startet für den SC Traunstein.
- Emil Ehrensberger (1858–1940), deutscher Industrieller und Krupp-Vorstand, hatte seinen Wohnsitz in Traunstein und starb dort.
- Fritz Harnest (geboren 1905 in München; verstorben (siehe Artikel) † 1999 in Traunstein), deutscher Maler und Graphiker.
- Peter Heigl  (* 1946), deutscher Sprachwissenschaftler, Philosoph, machte am Chiemgau-Gymnasium Traunstein das Abitur.
- Franz Xaver Huber (1769–1842), Forstmann, wirkte in Traunstein
- Günther Koch (* 1941), Hörfunk- und Fernseh-Reporter, ist in Traunstein aufgewachsen.
- Sten Nadolny (* 1942), deutscher Schriftsteller, machte in Traunstein Abitur.
- Johannes Stark (1874–1957), Physik-Nobelpreisträger, hatte seinen Alterssitz in Traunstein und ist auch dort begraben. Aufgrund seiner aggressiv vorgetragenen antisemitischen Positionen heute umstritten. Gilt als einer der geistigen Wegbereiter des Holocaust.
- Ludwig Thoma (1867–1921) lebte während seiner Referendarzeit als Rechtsanwalt in Traunstein (Höllgasse). Seine Mutter betrieb in Seebruck (etwa 15 km entfernt) am Chiemsee das Hotel zur Post.
- Hans-Jochen Vogel (1926–2020), Bundesjustizminister a. D. und Münchner Oberbürgermeister a. D., 1954 erfolgte seine Ernennung zum Amtsgerichtsrat in Traunstein